# Claude Béland
Pour les articles homonymes, voir Béland.
 (novembre 2019).
Si vous disposez d'ouvrages ou d'articles de référence ou si vous connaissez des sites web de qualité traitant du thème abordé ici, merci de compléter l'article en donnant les références utiles à sa vérifiabilité et en les liant à la section « Notes et références ».
 (novembre 2019).
Claude Béland (né à Montréal le 25 janvier 1932 et mort dans la même ville le 24 novembre 2019) est un avocat canadien québécois devenu gestionnaire. 
Il a occupé le poste de président du Mouvement Desjardins de 1987 à 2000. Il a également siégé au sein de plusieurs organismes et commissions du gouvernement du Québec, dont la Commission Bélanger-Campeau (1990-1991), le Sommet économique de 1996 ainsi que les États généraux sur la réforme des institutions démocratiques (2003).

## Biographie
Claude Béland est né à Montréal le 25 janvier 1932. Il est le fils de Germaine Raymond et de Benjamin Béland, commerçant (Ben Béland Inc.). En 1955, il obtient une licence en droit de l'Université de Montréal et est admis au Barreau en 1956. Il pratique alors sa profession dans un bureau privé jusqu'en 1971 alors qu'il devient conseiller juridique de la Fédération des caisses d'économie du Québec. Il est aussi nommé administrateur de la Régie d'assurances dépôts du Québec. 

### Caisses d'économie
En 1979, il est nommé directeur-général de cette fédération. Face à l'évolution des technologies nouvelles dans le secteur des communications et de la transmission des données, il recommande au conseil d'administration de cette fédération de se joindre au Mouvement des caisses populaires Desjardins. Après des négociations avec les dirigeants du Mouvement Desjardins, le président du Mouvement de l'époque, Alfred Rouleau, accepte d'accueillir les 127 caisses d'économie de l'époque (des coopérations d'épargne et de crédit dont le lien d'appartenance des membres est le lien du travail, du métier ou de la profession) et de les reconnaître comme une fédération à l'intérieur du grand Mouvement Desjardins. 
Dès lors, le Mouvement Desjardins perpétue sa structure à trois paliers, sauf que la Fédération des caisses Desjardins de Québec devient la Confédération des caisses populaires et d'économie Desjardins et que les unions régionales deviennent des fédérations (10 fédérations régionales et une fédération de caisses dites de groupes). Claude Béland, de 1979 à 1986, est élu administrateur de la Confédération des caisses populaires et d'économie Desjardins du Québec. En 1984, il accède même au poste de membre du comité exécutif. En février 1986, il est nommé adjoint exécutif au Président du Mouvement des caisses Desjardins, Raymond Blais, lequel démissionne en décembre 1986 pour cause de maladie. 

### Président du Mouvement Desjardins
Le 20 janvier 1987, Claude Béland est élu président du Mouvement Desjardins. Il occupera le poste pendant treize ans, soit jusqu'en l'an 2000, alors qu'il prend sa retraite. Dans un article-bilan intitulé « L'héritage de Claude Béland », l'analyste économique Claude Picher dresse un bilan du mandat de Claude Béland selon trois volets : le financier, l'organisationnel et le politique. Sur le plan financier, selon l'analyste, le bilan est largement positif. Les données, dit-il, sont remarquables non seulement sur le plan de la croissance, mais surtout sur le plan de la capitalisation collective du Mouvement. Sur le plan de l'organisation, écrit-il, Monsieur Béland a le mérite d'avoir engagé les plus importantes réformes structurelles depuis les débuts du Mouvement. Au cours de cette période, les actifs de la grande coopérative financière québécoise ont passé de 29 à 74 milliards $, le nombre de membres s'est accru de un million pour atteindre 5,1 millions en le mouvement a augmenté ses parts de marché dans la plupart des segments où il est actif[non neutre].  
Pour ce chroniqueur, tout en reconnaissant que Claude Béland a été de tous les débats sociaux, économiques et politiques au cours des années 1990 à 2000 (il a, entre autres, été nommé par le premier ministre Robert Bourassa membre de la Commission sur l'avenir politique et constitutionnel du Québec, il a présidé le Forum de l'emploi de 1988 à 1998 ainsi que le sommet économique et de l'emploi de 1996 à la demande du premier ministre du Québec), il s'est fait le porte-parole des décisions du conseil d'administration de la Confédération des caisses[non neutre] - à la suite d'un grand sondage parmi les 1 300 caisses affiliées) et se serait alors, selon le chroniqueur, fait le porte-parole de positions politiques proches des souverainistes. En fait, cette position était celle adoptée par les dirigeants des 1 300 caisses de l'époque qui avait répondu à un sondage à ce sujet. 
Observateur et analyste émérite du monde coopératif, le professeur Benoît Lévesque de l'Université du Québec à Montréal, estime quant à lui que Claude Béland a été un grand président, défenseur du coopérativisme et de la mutualité, selon un témoignage apparaissant dans un livre intitulé Claude Béland, la coopération en action, écrit par Jean-Pierre Girard et publié aux Éditions Saint-Martin en 2010. D'ailleurs, dans ce livre, on rappelle que plusieurs universités lui ont décerné un doctorat honoris causa : l'Université de Montréal, l'Université de Sherbrooke, l'Université du Québec à Montréal, l'Université Laval de Québec, et l'Université Jean Moulin à Lyon. Il a été aussi été nommé officier de l'Ordre national du Québec et de l'Ordre des francophones d'Amérique. Il a été par le Barreau du Québec comme étant un Advocatus Emeritus. Il s'est également mérité les plus hauts honneurs du Conseil de la Coopération et de la Mutualité du Québec ainsi que du Conseil Canadien de la Coopération.

### Vie publique
Dès les premiers jours de sa retraite, en avril 2000, le premier ministre du Québec, Lucien Bouchard, lui demande de présider un comité chargé de revoir la rémunération des hauts fonctionnaires du gouvernement[réf. souhaitée]. Il est également nommé administrateur de la Régie des rentes du Québec, poste qu'il occupera jusqu'en 2003. Aussi, Pauline Marois, la Ministre de la santé du Québec, lui demande de présider la Société d'implantation du Centre hospitalier de l'Université de Montréal (la SICHUM) qu'il présidera pendant deux ans. Il est ensuite nommé président des États généraux sur la réforme des institutions démocratiques, ce qui donnera lieu à la production d'un rapport qui est aujourd'hui le fondement d'un Mouvement[réf. nécessaire] qu'il préside : le Mouvement démocratie et citoyenneté du Québec. 
Ajoutons à cela[style à revoir], qu'en 2000, après avoir quitté le Mouvement Desjardins, il a été nommé, par le Conseil général du Barreau du Québec, président du Conseil d'administration du Fonds d'assurance responsabilité professionnelle du Barreau du Québec, poste qu'il occupera jusqu'en 2006. En 2009, Claude Béland, prend la relève du fondateur de mouvement, Monsieur Yves Michaud, à la tête du Mouvement d'éducation et de défense des actionnaires (MÉDAC),  poste qu'il quittera trois ans plus tard. 
Il est également président du Conseil d'éthique de l'industrie québécoise des boissons alcooliques, mis sur pied par Éduc'alcool en 2006, depuis la fondation de cet organisme. Il en est le porte-parole et ses interventions ont permis, notamment la disparition du sexisme dans la publicité des boissons alcooliques et particulièrement des grandes brasseries[réf. nécessaire]. 
Depuis sa retraite, il est un conférencier recherché[réf. nécessaire] sur les sujets de la gouvernance, de la démocratie et du coopératisme. Il est également professeur associé à l'Université du Québec à Montréal et à l'Institut de recherche en coopération de l'Université de Sherbrooke. (IRECUS).

## Critiques
Claude Béland, en sa qualité de président, ainsi que de nombreuses composantes du Mouvement des caisses populaires Desjardins, furent critiqués. 
Au printemps 1996, Jean-Yves Desrosiers et Robert Proteau créent le Regroupement des victimes des Caisses populaires inc., qui obtient ses lettres patentes en mai 1997. Comptant quelques dizaines de membres, le regroupement et Desjardins entament des procédures juridiques qui ont toutes été rejetées par les tribunaux,.

## Honneurs
- 1990 - Ordre des francophones d'Amérique.
- 1990 - Prix Chomedey-de-Maisonneuve.
- 1992 - Officier de l'Ordre national du Québec.
- 1994 - Membre de l'Ordre du Mérite.
- 2000 - Récipiendaire du Mérite Coopératif québécois décerné par le Conseil de la Coopération du Québec.
- 2003 - Récipiendaire du Mérite Coopératif canadien décerné par le Conseil Canadien de la Coopération.
- 2007 - Lui est conféré par le Barreau du Québec le titre d'Advocatus Emeritus
- 2014 - Grand Officier de l'Ordre national du Québec.

## Publications
- Les assemblées délibérantes dans les coopératives, 1969, 3 rééditions.
- Inquiétude et espoir, Québec-Amérique, 2000.
- Plaidoyer pour une économie solidaire, Éditions MediasPaul, 2010.
- Évolution du coopératisme dans le monde et au Québec, Éditions Fides.
- Une carrière au service du coopératisme, Éditions Fides.